# Betty Lago
Elizabeth Lago Netto, mais conhecida como Betty Lago (Rio de Janeiro, 24 de junho de 1955 – Rio de Janeiro, 13 de setembro de 2015), foi uma atriz, apresentadora de televisão e modelo brasileira. Betty morreu na manhã  do dia 13 de setembro de 2015, em seu apartamento no Leblon, Rio de Janeiro, vítima de um câncer na vesícula.

## Carreira
Em 1970 Betty foi descoberta pelo fotógrafo Evandro Teixeira, que a ajudou a dar os primeiros passos na profissão de modelo. Seu 1,78 metro de altura e rosto de traços marcantes a levariam, sete anos depois, a tentar a “sorte” no exterior, passando quinze anos pelas passarelas da França, Itália e Estados Unidos. Já consagrada como modelo internacional, decidiu tentar carreira na televisão, onde apareceu pela primeira vez na pele da sofisticada Natália, na minissérie Anos Rebeldes (1992), de Gilberto Braga. Diferentemente de outras colegas de passarela, como Mila Moreira, Isis de Oliveira e Silvia Pfeifer, não precisou de uma fase de adaptação, resultado dos cursos de interpretação que fez entre 1988 e 1991, já nos últimos anos de sua carreira de modelo. Dois anos depois já era uma das protagonistas da novela Quatro por Quatro. A parceria bem sucedida com o autor Carlos Lombardi se desenvolveu por diversas outras obras do novelista, como Quatro por Quatro, Vira-Lata, Uga Uga, O Quinto dos Infernos, Kubanacan, Pé na Jaca e Guerra e Paz.
A atriz então estreou como apresentadora de televisão com o programa GNT Fashion, que também dirigiu durante cinco anos, na GNT. Também por cinco anos, entre maio de 2005 a maio de 2010, participou de diferentes formações do Programa Saia Justa no mesmo canal de televisão. Também atuou como jurada nas quatro temporadas do "Desafio da Beleza", reality show de maquiagem exibido pelo GNT, sendo que ela faleceu enquanto o reality era exibido, recebendo uma homenagem da modelo e colega de júri Mariana Weickert. Já a estreia no cinema aconteceu em 1976, numa ponta não creditada no filme Dona Flor e Seus Dois Maridos, numa cena que foi cortada da montagem final. Em 1998 realmente debutou na sétima arte em Alô?, de Mara Mourão. Participou ainda de Xuxa e os Duendes 2 - No Caminho das Fadas (2002) e Mais Uma Vez Amor. No dia 2 de fevereiro de 2011, assinou contrato de cinco anos com a TV Record, depois de anos na TV Globo. Seu primeiro trabalho no novo canal foi dando vida à personagem Marizete, uma empregada doméstica, na novela Vidas em Jogo, que estreou no dia 3 de maio de 2011.
Já em 2013 volta às telas interpretando a elegante Stella em Pecado Mortal, sendo esta a sua última telenovela. Em 13 de novembro de 2014, Betty estreou seu canal de humor no YouTube. Intitulado Calma, Betty!, o vlog conta com a produção da Paramaker. A atriz também participou de uma esquete da Parafernalha, o episódio "Presépio", dezembro de 2014. Sua última entrevista foi em junho de 2015 ao Domingo Espetacular, da Record.

## Vida pessoal

### Família
Betty foi casada durante 10 anos com o ator Eduardo Conde, falecido em 2003, com quem teve dois filhos: Patrícia, nascida em 1973, e Bernardo, nascido em 1979. Em 1996, a atriz se casou com o professor de educação física Guilherme Linhares, mas o casal separou-se no início de  2015. Em maio do mesmo ano iniciou namoro com o ator e diretor Clovys Torres. Com poucos meses de namoro foram viver juntos, embora não tenham se casado oficialmente.

### Doença e falecimento
No fim de fevereiro de 2012, Betty foi levada à Clínica São Vicente para realizar uma cirurgia de emergência na vesícula, após passar mal. No mês seguinte, a atriz enviou uma nota à imprensa explicando que ela havia sido diagnosticada com câncer, mas que continuaria com a gravação de Vidas em Jogo. Na manhã do dia 13 de setembro de 2015, foi confirmada a morte da atriz que estava em seu apartamento no bairro do Leblon, no Rio de Janeiro, causada pelo câncer na vesícula, doença que vinha enfrentando desde 2012.

## Homenagens e reconhecimento
Em sua homenagem, na cidade do Rio de Janeiro, desde 2016 o logradouro antes conhecido como "Rua Projetada 21" passou a ter a denominação oficial aprovada de Rua Beth Lago (Atriz).
De semelhante modo, a cidade de São Paulo homenageou a atriz com o nome de uma rua, no Loteamento Jardim
Santa Cruz, no distrito de Parelheiros.

## Filmografia

### Televisão
| Ano     | Título                | Personagem / Cargo                   | Notas                                                        |
| ------- | --------------------- | ------------------------------------ | ------------------------------------------------------------ |
| 1979    | Marron Glacê          | Modelo do desfile de toalhas         | Participação Especial                                        |
| 1992    | Anos Rebeldes         | Natália Andrade Brito                |                                                              |
| 1993    | Sex Appeal            | Vicky Valentine                      |                                                              |
| 1994    | Quatro por Quatro     | Abigail Rossine (Bibi)               |                                                              |
| 1996    | Vira-Lata             | Walkíria Voss (Wal)                  |                                                              |
| 1997    | O Amor Está no Ar     | Sofia Schneider Souza Carvalho Uchôa |                                                              |
| 1998    | Pecado Capital        | Camila Bragança (Mila)               | Episódios: "2–17 de dezembro"                                |
| 2000    | Uga Uga               | Brigitte Borba                       |                                                              |
| 2000–02 | GNT Fashion           | Apresentadora                        |                                                              |
| 2002    | O Quinto dos Infernos | Carlota Joaquina de Bourbon          |                                                              |
| 2002    | Os Normais            | Taciana                              | Episódio: "Parece Indecente Mas é Normal"                    |
| 2003    | Kubanacan             | Mercedes Montenegro                  |                                                              |
| 2004    | Os Aspones            | Patrícia Sales Santos                | Episódio: "Primeira Segunda"                                 |
| 2004    | A Diarista            | Luciana / Leda                       | Episódio: "Parece Mas Não É" Episódio: "Mari.net"            |
| 2005    | Mandrake              | Wanderléa                            | Episódio: "Detetive"                                         |
| 2005–10 | Saia Justa            | Apresentadora                        |                                                              |
| 2006    | Bang Bang             | Jane Calamidade                      | Episódio: "21 de fevereiro–21 de abril"                      |
| 2006    | Pé na Jaca            | Morgana Carolina Botelho Bulhões     |                                                              |
| 2008    | Duas Caras            | Soraya                               | Episódios: "6–7 de fevereiro"                                |
| 2008    | Casos e Acasos        | Magali                               | Episódio: "A Câmera, o Chá de Fralda e o Porta-Mala"         |
| 2008    | Guerra & Paz          | Delegada Marta Rocha                 |                                                              |
| 2009    | Cinquentinha          | Rejane Batista                       |                                                              |
| 2010    | A Vida Alheia         | Nadia Lenz                           | Episódio: "O Filme Americano" Episódio: "Uma Noite na Ópera" |
| 2011    | Vidas em Jogo         | Marizete Bastos da Silva             |                                                              |
| 2013    | Pecado Mortal         | Stella Nolasco                       |                                                              |
| 2015    | Desafio da Beleza     | Apresentadora                        |                                                              |

### Cinema
| Ano  | Título                                     | Personagem     | Notas |
| ---- | ------------------------------------------ | -------------- | ----- |
| 1976 | Dona Flor e Seus Dois Maridos              | Zizi           |       |
| 1989 | Somos Todos Iguais                         | Prostituta     |       |
| 1993 | Philadélphia                               | Pontas         |       |
| 1997 | Alô?                                       | Dora           |       |
| 2002 | Xuxa e os Duendes 2 - No Caminho das Fadas | Algaz          |       |
| 2005 | Mais Uma Vez Amor                          | Mendonça       |       |
| 2007 | Xuxa em Sonho de Menina                    | Pandora Raquel |       |

### Internet
| Ano     | Título        | Personagem    | Notas                |
| ------- | ------------- | ------------- | -------------------- |
| 2014    | Parafernalha  | Galinha       | Episódio: "Presépio" |
| 2014–15 | Calma, Betty! | Apresentadora |                      |

## Teatro
| Ano  | Título                                    | Personagem    |
| ---- | ----------------------------------------- | ------------- |
| 1976 | A Verdadeira História da Gata Borralheira | Fada Madrinha |

## Prêmios e indicações
| Ano  | Associações                | Categoria                             | Nomeações         | Resultado | Ref.   |
| ---- | -------------------------- | ------------------------------------- | ----------------- | --------- | ------ |
| 1995 | Troféu Imprensa            | Revelação do Ano                      | Quatro por Quatro | Venceu    | [ 14 ] |
| 1996 | Prêmio Contigo! de TV      | Melhor Atriz Cômica                   | Quatro por Quatro | Venceu    | [ 15 ] |
| 2010 | Prêmio Qualidade Brasil    | Televisão: Melhor Atriz de Minissérie | Cinquentinha      | Indicado  |        |
| 2015 | Prêmio Rio Sem Preconceito | Homenagem                             | Betty Lago        | Venceu    | [ 16 ] |